# Marvin Spielmann
Marvin Spielmann (Olten, 23 febbraio 1996) è un calciatore svizzero, centrocampista o attaccante svincolato.

## Palmarès

### Club

#### Competizioni nazionali
- Campionato svizzero: 2

Young Boys: 2019-2020, 2020-2021
- Coppa Svizzera: 1

Young Boys: 2019-2020